# ハンガリー臨時国民政府
ハンガリー臨時国民政府（ハンガリーりんじこくみんせいふ、ハンガリー語: Ideiglenes Nemzeti Kormány）は、1944年12月22日にソビエト連邦占領地域のデブレツェンで成立したハンガリー王国の臨時政府。後のハンガリー第二共和国の前身となった。

## 概要
1944年10月のパンツァーファウスト作戦により矢十字党の国民統一政府が成立し、ホルティ・ミクローシュのハンガリー王国政府は崩壊した。
12月2日にはセゲドにおいて諸政党が連合したハンガリー国民独立戦線が成立し、12月21日には臨時国民議会がデブレツェンで結成され、翌12月22日には臨時政府が成立した。首班である首相は陸軍大将のダールノキ・ミクローシュ・ベーラが勤めた。臨時政府はドイツとの諸条約を破棄し、1945年1月にはドイツに宣戦を布告し、ソ連との休戦が成立した。
ブダペストの戦いの後の1945年4月に臨時政府はブダペストに移った。5月にはブダペスト以西で予備選挙が行われ、ハンガリー共産党が第一党となった。11月には「ソ連占領下では稀に見る民主的な選挙」と評された選挙が行われた。独立小農業者党は75％の票を集めて第一党となり、選挙前からの協定に従ってハンガリー共産党など4党と連立政権を組んだ。ティルディ・ゾルターンが首相となり、臨時政府はその役割を終えた。
1946年2月にはハンガリーが共和国であると宣言する小憲法（国家組織法）が制定された。当時ソ連はハンガリーにおける影響力拡大を重視しておらず、小農業者党も英米と強いパイプを持っていた。一方で共産党の影響力は弱かったが、1947年以降他党の影響力を削減し（サラミ戦術）、社会主義政権への道を歩むこととなる。

## 閣僚構成
| 名前                             | 就任           | 終了           | 党派                              |      |
| 首相                             | 首相           | 首相           | 首相                              | 首相 |
| -------------------------------- | -------------- | -------------- | --------------------------------- | ---- |
| ダールノキ・ミクローシュ・ベーラ | 1944年12月22日 | 1945年11月15日 | 無党派                            |      |
| 内務大臣                         |                |                |                                   |      |
| エルディ・フェレンツ             | 1944年12月22日 | 1945年11月15日 | 全国農民党（NPP）                 |      |
| 農業大臣                         |                |                |                                   |      |
| ナジ・イムレ                     | 1944年12月22日 | 1945年11月15日 | ハンガリー共産党（MKP）           |      |
| 国防大臣                         |                |                |                                   |      |
| ヴェレシュ・ヤーノシュ           | 1944年12月22日 | 1945年11月15日 | 無党派                            |      |
| 法務大臣                         |                |                |                                   |      |
| ヴァレンティニイ・アゴシュトン   | 1944年12月22日 | 1945年1月21日  | ハンガリー社会民主党（SZDP）      |      |
| ライズ・イシュトヴァーン         | 1945年1月21日  | 1945年11月15日 | SZDP                              |      |
| 産業大臣                         |                |                |                                   |      |
| タカーチ・フェレンツ             | 1944年12月22日 | 1945年1月      | SZDP                              |      |
| バーン・アンタル                 | 1945年1月      | 1945年11月15日 | SZDP                              |      |
| 貿易・交通大臣                   |                |                |                                   |      |
| ガボル・ヨージェフ               | 1944年12月22日 | 1945年5月11日  | MKP                               |      |
| ゲレー・エルネー                 | 1945年5月11日  | 1945年11月15日 | MKP                               |      |
| 公務大臣                         |                |                |                                   |      |
| ファラゴ・ガボル                 | 1944年12月22日 | 1945年1月21日  | 無党派                            |      |
| ロナーイ・サーンドル             | 1945年1月21日  | 1945年11月15日 | SZDP                              |      |
| 外務大臣                         |                |                |                                   |      |
| ジェンジェシ・ヤーノシュ         | 1944年12月22日 | 1945年11月15日 | 独立小農業者党（FKGP）            |      |
| 厚生大臣                         |                |                |                                   |      |
| モルナール・エーリク             | 1944年12月22日 | 1945年11月15日 | MKP                               |      |
| 財務大臣                         |                |                |                                   |      |
| ヴァサリー・イシュトヴァーン     | 1944年12月22日 | 1945年1月21日  | FKGP                              |      |
| オルトバニャイ・イムレ           | 1945年1月21日  | 1945年11月15日 | FKGP                              |      |
| 復興大臣                         |                |                |                                   |      |
| ナジ・フェレンツ                 | 1945年5月11日  | 1945年11月15日 | FKGP                              |      |
| 宗教・教育大臣                   |                |                |                                   |      |
| テレキ・ゲーザ                   | 1944年12月22日 | 1945年11月15日 | 無党派、一時的に市民民主党（PDP） |      |